# Dnevi mrka (film)
Dnevi mrka (izvirno rusko Дни затмения) je sovjetsko-ruski znanstvenofantastični film režiserja Aleksandra Nikolajeviča Sokurova v glavnem posnet po znanstvenofantastičnem in filozofskem romanu Milijardo let do konca sveta (За миллиард лет до конца света) bratov Strugacki iz leta 1977.
Evropska filmska akademija (EFA) je leta 2000 film uvrstila na seznam sto najboljših filmov 20. stoletja.

## Zgodba
Junak zgodbe, Dimitrij Maljanov, je mladi zdravnik, ki dela v podeželskem mestu v Osrednji Aziji. Paciente oskrbuje tako v mestu kot v Turkmenistanu, pa tudi v psihiatrični kliniki.
Poleg svojega vsakdanjega dela kot pediater Malianow raziskuje vpliv verskih praks na zdravje ljudi. V svoji raziskavi ugotavlja, da lahko vera in vera dejansko izboljšata zdravje vernikov. Poskus pisanja rezultatov te disertacije je posledica številnih nenavadnih, bizarnih dogodkov, Malianov pa ugotavlja, da mu neznana sila preprečuje dokončanje raziskave.
Režiser Aleksander Sokurov je svoje otroštvo preživel v tem mestu. Oče režiserja je služil kot častnik v garnizonu Krasnovodsk (danes Türkmenbašy). Častniška družina se je večkrat preselila iz kraja v kraj. Alexander Sokurov je začel študirati na poljski šoli in končal študij v Turkmenistanu.
Film je posvečen leningrajski zdravnici Lidiji Jakovljevni Rusinovi.

## Vloge
- Aleksej Viktorovič Ananišnov - Dimitrij Maljanov
- Eksender Umarov - Aleksander Večerovski
- Irina Leonidovna Sokolovna - Sestra Maljanova
- Vladimir Petrovič Zamanski - Snegovoj
- Kiril Dudkin - Gluhov
- Viktor Belovolski - Gubar
- Aleksej Jankovski - Snegovojev voznik
- Sergej Krilov - Deček

## Nagrade
- Evropska filmska nagrada (Posebna nagrada za najboljšo glasbo) Evropske filmske akademije (EFA) od leta 1988 skladatelju Juriju Khanonu;
- Nika Filmska nagrada Zveze kinematografov ZSSR za najboljše zvočno delo 1989 na Vladimiru Persovu;
- Juri Khanon je bil nominiran leta 1989 za nagrado Nika Film za najboljšo glasbo;
- Letna nagrada Zveze kinematografov ZSSR (1989) za najboljše delo snemalca - Sergeja Jurisditskega;
- Leta 2000 je bil film ″Dnevi mrka″ uvrščen na seznam sto najboljših filmov v zgodovini ruskega filma (po ruskem filmskem kritičnem cehu);
- Film je bil vključen tudi v 100 najboljših filmov stoletja, ki jih je izbrala Evropska filmska akademija (EFA).